# Ай-Тунгсортъёган
Ай-Тунгсортъёган (устар. Ай-Тур-Сунг-Юган) — река в России, протекает в Ханты-Мансийском АО. Устье реки находится в 4 км по левому берегу реки Тунгсортъёган. Длина реки составляет 13 км.

## Данные водного реестра
По данным государственного водного реестра России относится к Нижнеобскому бассейновому округу, водохозяйственный участок реки — Обь от впадения Иртыша до впадения реки Северная Сосьва, речной подбассейн реки — бассейны притока Оби от Иртыша до впадения Северной Сосьвы. Речной бассейн реки — (Нижняя) Обь от впадения Иртыша.
Код объекта в государственном водном реестре — 15020100112115300020548.